# Krayenberggemeinde
Krayenberggemeinde ist eine Gemeinde im Wartburgkreis in Thüringen. Verwaltungssitz ist der Ortsteil Dorndorf. In der Gemeinde leben gut 5000 Einwohner. Sie ist die einzige deutsche Gemeinde, die die Bezeichnung Gemeinde in ihrem Namen trägt. Benannt ist die Gemeinde nach dem Krayenberg.

## Geographie
Die Gemeinde befindet sich im Westen des Wartburgkreises. Im Osten des Gemeindegebietes erhebt sich der kegelförmige Krayenberg mit der in Gipfellage befindlichen Burgruine der Krayenburg, der Gipfel liegt jedoch auf dem Gebiet des Nachbarortes Tiefenort. Das nördliche Hinterland zählt zum Frauenseer Forst, der ebenfalls bewaldete südliche Rand des Werratals bei Merkers und Dorndorf grenzt an die nördlichen Ausläufer der Rhön. Bei Dorndorf mündet die Felda in die Werra. Dieser natürliche Zugang wurde im 19. Jahrhundert beim Bau der Feldabahn genutzt.
Bedingt durch den hohen Grundwasserstand in den Auwiesen der Werra, mit häufigen Überschwemmungen im Jahresverlauf, breiten sich die landwirtschaftlichen Nutzflächen überwiegend entlang der mäßig steilen Talhänge aus. Es überwiegt die Weidewirtschaft. Die einst genutzten Ackerflächen auf den Höhen wurden nach 1900 durch Aufforstung mit Fichten und Buchen aufgelassen. Beträchtliche Teile der Auenlandschaft wurden unter Naturschutz gestellt.

### Nachbargemeinden
Krayenberggemeinde hat folgende Nachbargemeinden: Die Kreisstadt Bad Salzungen im Norden und Osten, die Gemeinde Leimbach im Südosten, den Ortsteil Stadtlengsfeld der Gemeinde Dermbach im Süden und die Stadt Vacha im Westen.
|       | Bad Salzungen                               |               |
| Vacha | Kompassrose, die auf Nachbargemeinden zeigt | Bad Salzungen |
|       | Dermbach, Ortsteil Stadtlengsfeld           | Leimbach      |

### Gemeindegliederung
Krayenberggemeinde besteht aus den Ortsteilen Dorndorf (mit der Siedlung Kirstingshof), Dietlas, Merkers und Kieselbach (mit der Siedlung Kambachsmühle).
| Ortsteil      | Einwohner |  |
| ------------- | --------- |  |
| Dietlas       | 550       |  |
| Dorndorf      | 1800      |  |
| Kambachsmühle | 30        |  |
| Kieselbach    | 1700      |  |
| Kirstingshof  | 30        |  |
| Merkers       | 1500      |  |

## Geschichte
Die Ortsteile des heutigen Krayenberggemeinde wurden zwischen dem 12. und 14. Jahrhundert erstmals urkundlich erwähnt. Dorndorf war bereits 786 als Thoranthorpf von Karl dem Großen dem Kloster Hersfeld geschenkt worden.
Im späten 19. Jahrhundert begann die Industrialisierung der bis dahin ländlich geprägten Region. 1878 wurde die Region zunächst schmalspurig an das Eisenbahnnetz angeschlossen, ab 1899 wurden bei Dietlas, Merkers und Dorndorf Kalischächte abgeteuft. Im 20. Jahrhundert entwickelte sich das Gemeindegebiet als Teil des Werra-Kalireviers zu einem Zentrum des Kalibergbaus mit Schächten und Fabriken in Dorndorf und Merkers, die einstigen Fördertürme und Abraumhalden prägen in der Umgebung von Merkers noch immer das Landschaftsbild.
1994 vereinigten sich Dorndorf und Dietlas zu einer Einheitsgemeinde, so wie auch Merkers und Kieselbach.
Zum 31. Dezember 2013 wurde dann Krayenberggemeinde aus dem Zusammenschluss der Gemeinden Dorndorf und Merkers-Kieselbach gebildet.

### Einwohnerentwicklung
| Jahr - Einwohner | Jahr - Einwohner | Jahr - Einwohner | Jahr - Einwohner |
| ---------------- | ---------------- | ---------------- | ---------------- |
| 2013 - 5.233     | 2016 - 5.135     | 2019 - 5.105     | 2022 - 5.018     |
| 2014 - 5.226     | 2017 - 5.232     | 2020 - 5.044     | 2023 - 4.938     |
| 2015 - 5.193     | 2018 - 5.200     | 2021 - 4.971     |                  |

## Politik

### Gemeinderat
Der Gemeinderat von Krayenberggemeinde setzt sich nach den Kommunalwahlen in Thüringen 2024 aus 16 Ratsmitgliedern zusammen:
- CDU: 5 Sitze
- SPD: 3 Sitze
- LINKE: 1 Sitz
- Freie Wählergemeinschaft: 7 Sitze

(Stand: Kommunalwahl am 26. Mai 2024)

### Bürgermeister
Peter Neumann wurde am 6. September 2020 zum hauptamtliche Bürgermeister gewählt.

### Gemeindepartnerschaft
1990 wurde ein Partnerschaftsvertrag zwischen den Gemeinden Philippsthal in Hessen und der ehemaligen Gemeinde Dorndorf, heute Ortsteil von Krayenberggemeinde, geschlossen.

## Sehenswürdigkeiten
- Erlebnisbergwerk Merkers im Ortsteil Merkers
- Andreas-Fack-Haus, Geburtshaus des Rhönlied-Dichters Andreas Fack im Ortsteil Merkers, heute Museum
- Schloss Feldeck im Ortsteil Dietlas
- Kieselbacher Kirche

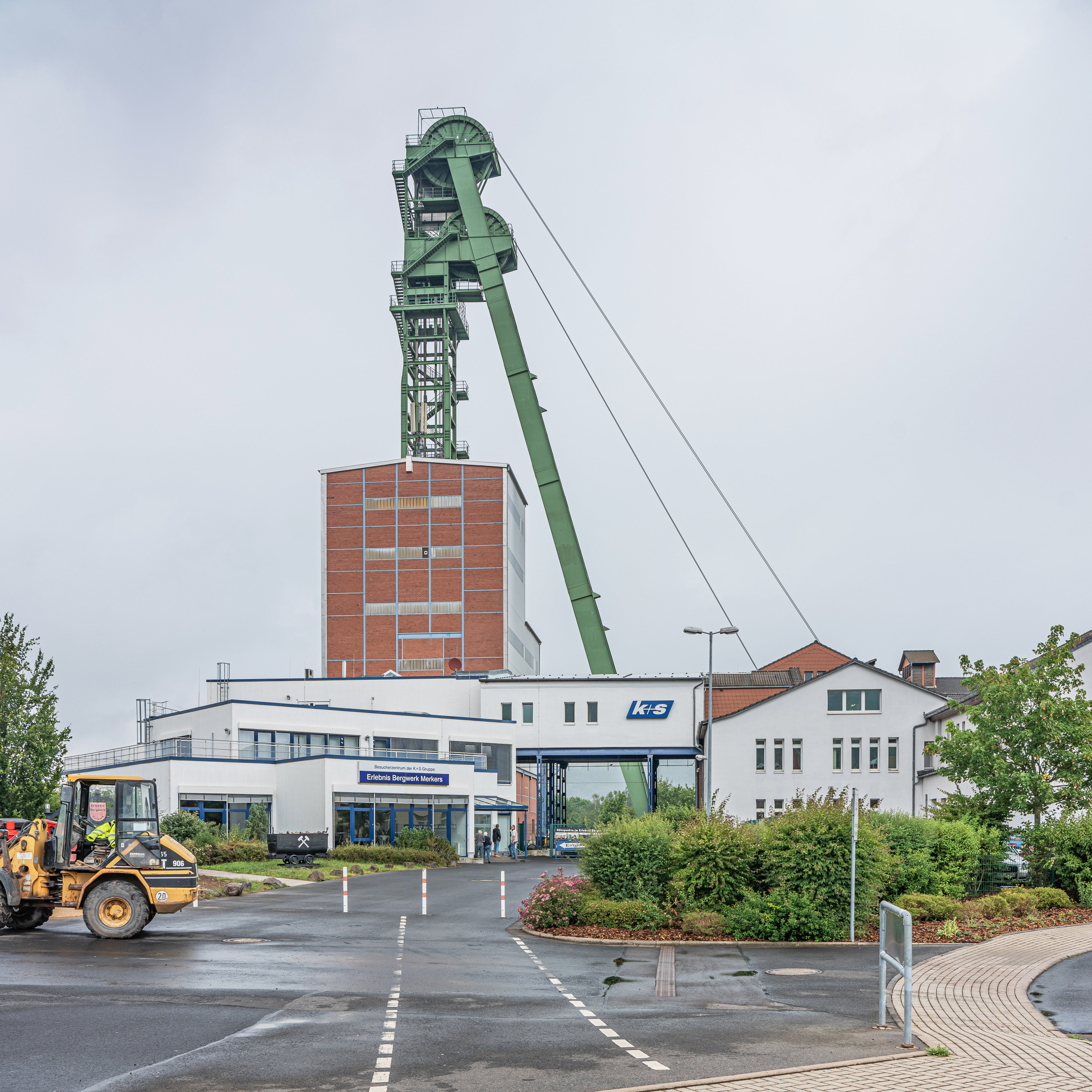
Erlebnisbergwerk
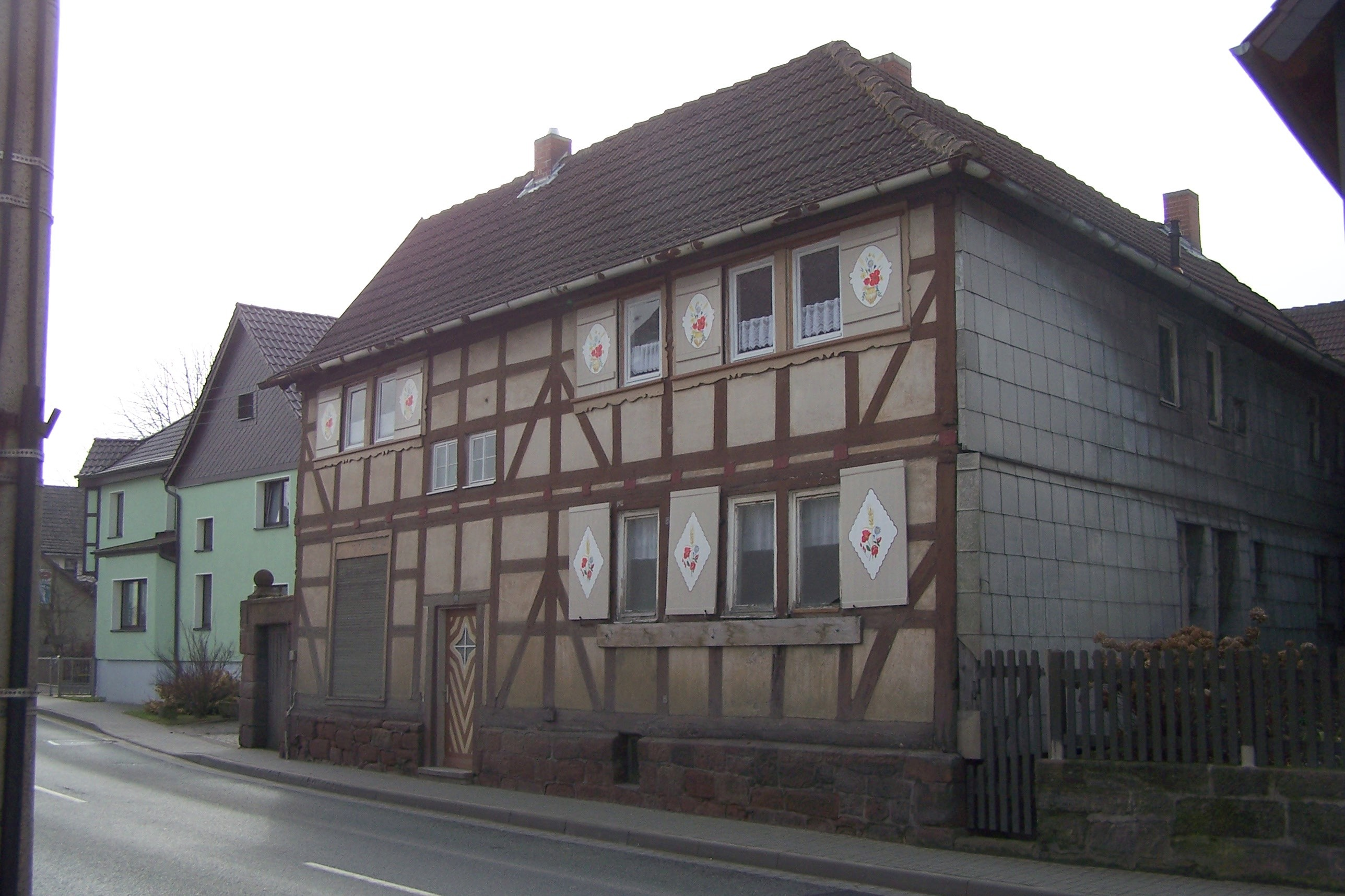
Andreas-Fack-Haus
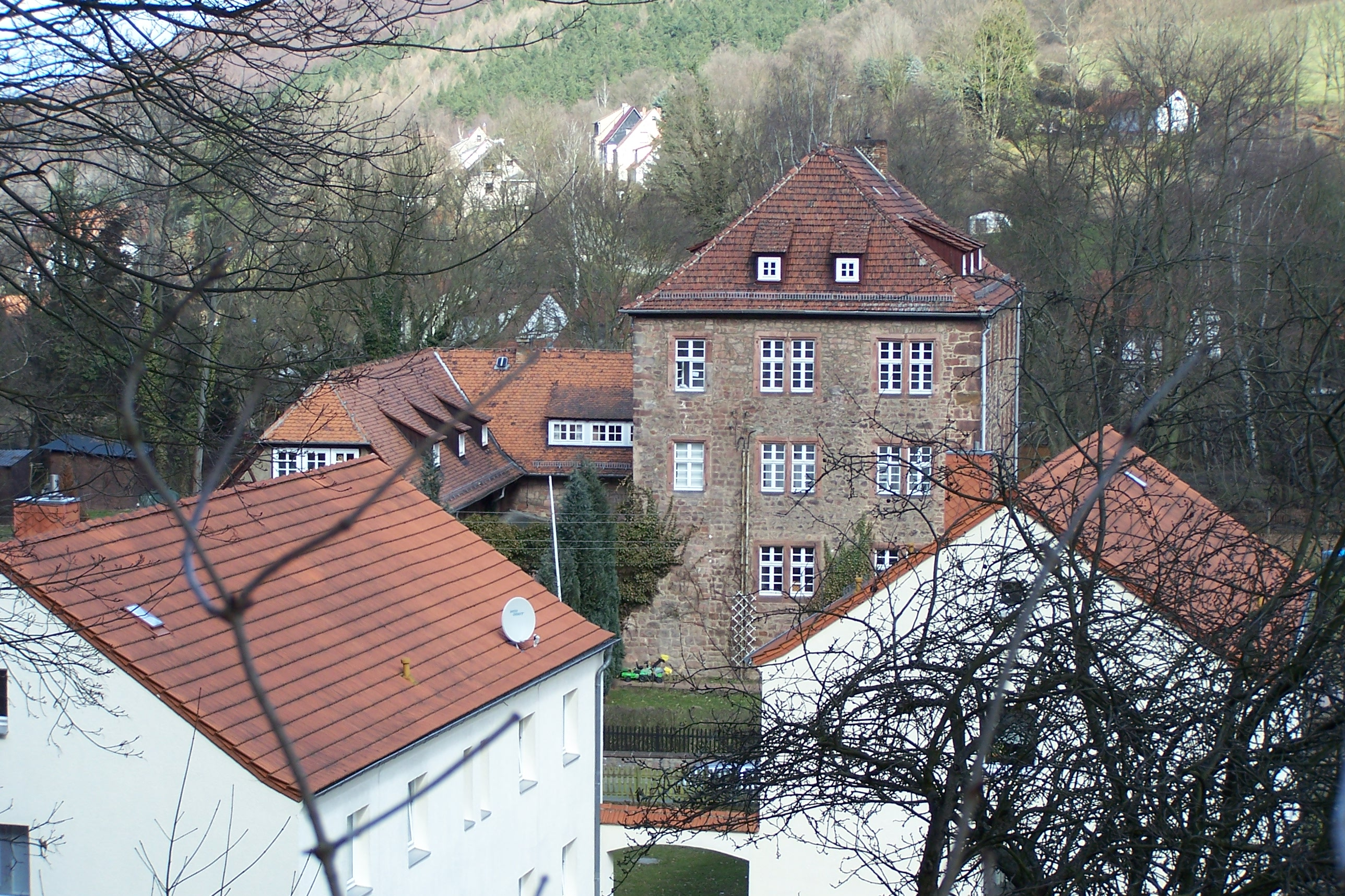
Schloss Feldeck
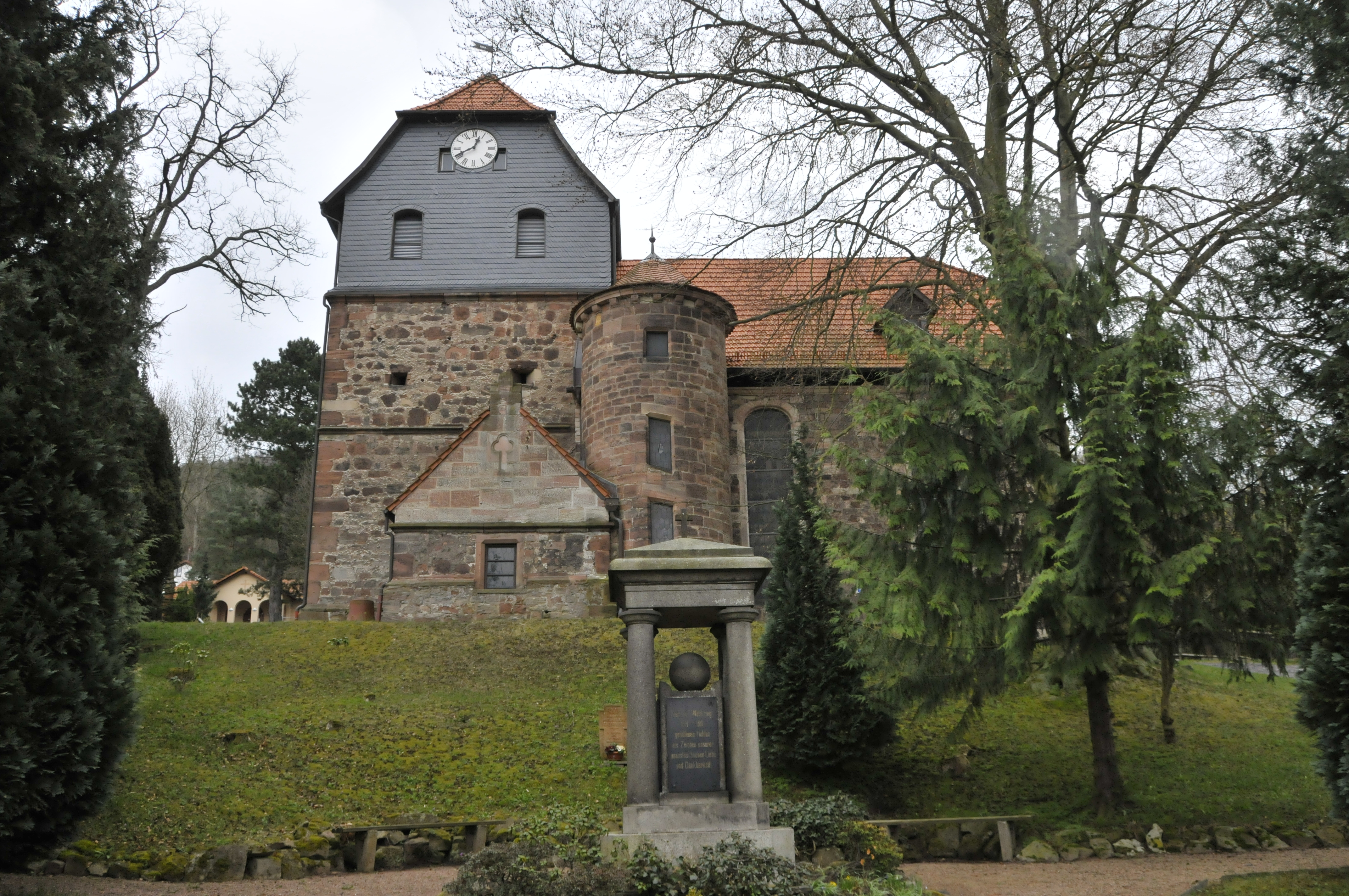
Kieselbacher Kirche

### Naturdenkmale
Mehrere Bäume in der Gemarkung sind als Naturdenkmal ausgewiesen:
- Henkereiche am Oberen Kirstingshof
- Kirstingseiche im Kirschengrund
- Lutherlinde in Kieselbach
- Gerichtseiche an der Kolonie in Dorndorf

## Wirtschaft und Infrastruktur

### Wirtschaft

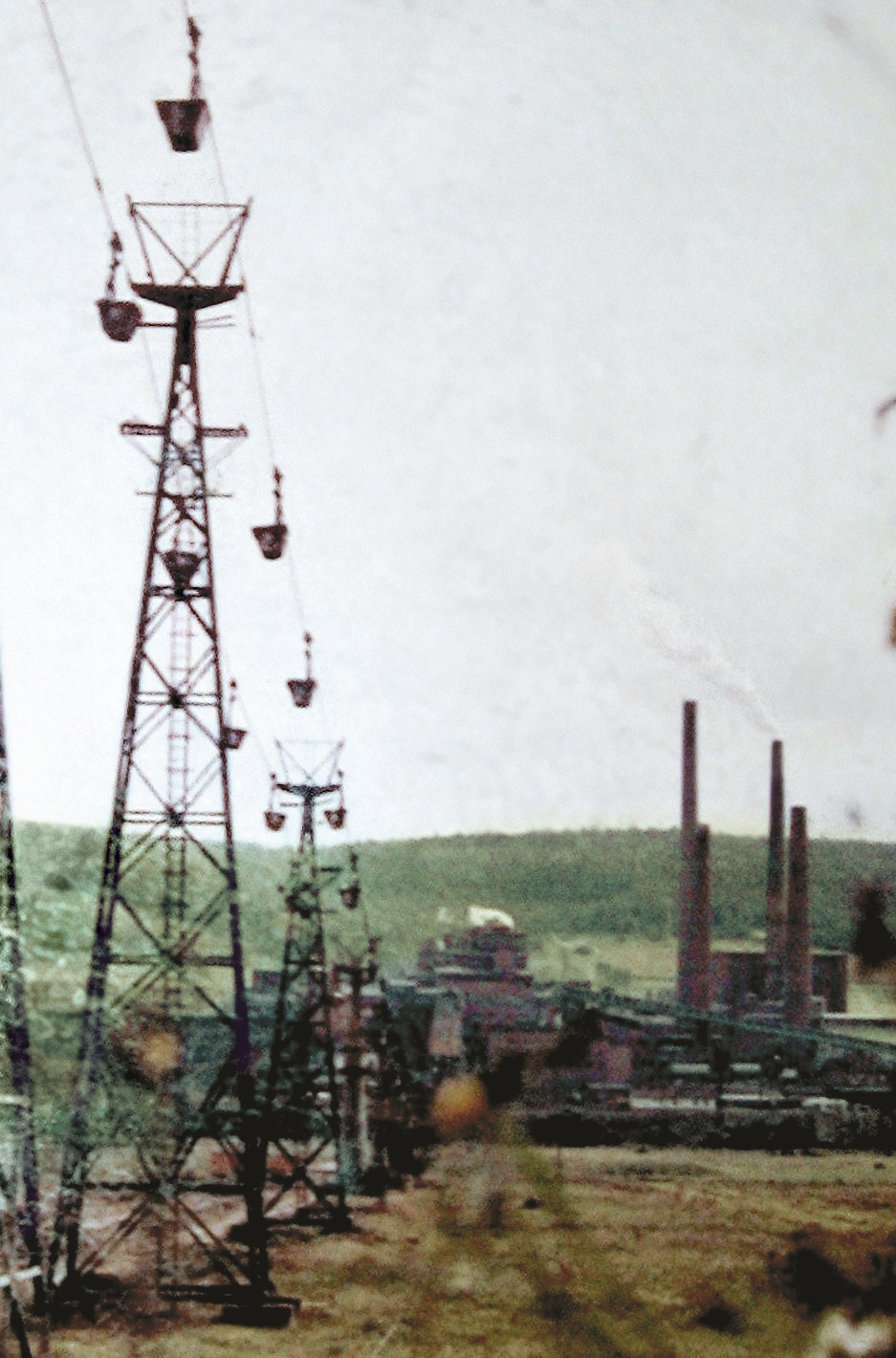
Kaliseilbahn und Kaliwerk Dorndorf (um 1960)

Das Gemeindegebiet war einst ein Schwerpunkt der Kaliindustrie des Werra-Kalireviers. Schächte befanden sich seit Beginn des 20. Jahrhunderts in den Gemeinden Dietlas, Dorndorf und Merkers. Die Kaliwerke in Dorndorf und Merkers gehörten zu den größten Kaliwerken ihrer Zeit. Am Standort des schon vor dem Zweiten Weltkrieg stillgelegten Kalischachtes Dietlas entstand eine Fabrik für Bergwerksmaschinen, die zu Zeiten der DDR als VEB Bergwerksmaschinen Dietlas große Bedeutung erlangte. Die Kalischächte und -werke in Dorndorf und Merkers wurden bis 1993 stillgelegt und danach zum großen Teil abgebrochen. Nur ein Teil des Werkes Merkers ist als Erlebnisbergwerk Merkers erhalten geblieben.
Heute befindet sich auf dem früheren Merkerser Kaliwerksgelände ein Industriegebiet. Auf einer früheren Kalihalde am östlichen Ortsrand von Dorndorf hat sich ein Recyclingunternehmen angesiedelt und am westlichen Ortsrand Dorndorfs befindet sich ein holzverarbeitender Betrieb. Das frühere Bergwerksmaschinenwerk im Ortsteil Dietlas wurde 2013 komplett abgerissen, um Platz für eine Solaranlage zu schaffen.

### Verkehr
Als nachteilig für die Gemeinde wird heute das hohe Verkehrsaufkommen auf der Bundesstraße 62 gewertet, die besonders in den historischen Ortslagen von Merkers und Dorndorf als Belastung gesehen wird. Zudem mündet in der Ortslage Dorndorf die aus Richtung Eisenach durch Kieselbach führende Bundesstraße 84 ein und verläuft gemeinsam mit der B62 in Richtung Vacha und Geisa. Ein früherer Abschnitt der Bundesstraße 285 führt als Landesstraße von Dorndorf aus über Dietlas in den südlichen Wartburgkreis Richtung Stadtlengsfeld, Dermbach und Kaltennordheim.
Dorndorf war einst ein Bahnknoten der Feldabahn, die am Bahnhof Dorndorf (Rhön) von der Bahnstrecke Bad Salzungen–Vacha abzweigte.
Neben dem Bahnhof Dorndorf gab es in den Ortsteilen Dietlas und Merkers Haltepunkte für den Personenverkehr. Heute findet noch Güterverkehr auf einem Teilstück der früheren Werksbahn bis zum Gewerbegebiet Merkers statt. Die frühere Strecke nach Vacha wird von dem holzverarbeitenden Betrieb am westlichen Ortsrand von Dorndorf genutzt.

### Wasser und Abwasser
Die Wasserver- und Abwasserentsorgung wird durch den Wasser- und Abwasserverband Bad Salzungen sichergestellt.

## Persönlichkeiten
- Otto Herbig (1889–1971), Maler und Lithograph, geboren in Dorndorf
- Andreas Fack (1863–1931), Dichter, geboren in Merkers
- Martin Iffarth (* 1957), Fußballspieler, geboren in Merkers
- Günther Deilmann (1904–2002), Arzt und Geburtshelfer, geboren in Dortmund, Ehrenbürger von Merkers und dort verstorben